# Юна Зарай
Юналис бинти Мат Зара'ай (Yunalis binti Mat Zara'ai; Jawi: يوناليس بنت مد ظراعي; родена на 14 ноември 1986 г.), известна под псевдонима Юна, е малайзийска певица и композиторка.
Първоначално Юна става популярна, след като музиката ѝ, качена в Myspace, събира над 1 милион прослушвания. Този онлайн успех привлича вниманието на разни лейбъли към нейната музика и в началото на 2011 г. тя подписва договор с Fader Label.
Сред най-известните ѝ песни е сингъла Crush, дует с Ъшър. Crush достигна номер 3 в американската класация за R&B на Billboard Adult R&B chart.
Родена е в Алор Сетар, Кедах, Малайзия на 14 ноември 1986 г. Родителите ѝ произхождат от Перак. Баща ѝ с юрист и работи във върховния съд на Джохор Бахру, а майка ѝ е пенсионирана учителка по химия.
Юна започва да пише песни на 14-годишна възраст. Скоро след това започва да се учи да свири на китара. За първи път излиза на сцена по време на обучението си в юридическия факултет. Записва дебютен албум в Малайзия през 2008 г., с който печели 5 номинации за малайзийските музикални награди. Печели 4 от тях, включително за най-добър нов изпълнител и най-добра песен.
Придобива степен бакалавър по теория и философия на правото през 2009 г.
За свои музикални влияния Юна е посочила „Колдплей“ и Боб Дилън. В тийнеджърските си години е слушала The Cardigans, Fiona Apple и Garbage.
По време на музикалната си кариера Юна си сътрудничи с много известни изпълнители, включително Ъшър, Тайлър /Криейтър, Epik High, Джи-Ийзи, Джей Парк, Йене Айко и други.
По време на проект на Yonder Music през 2015 г. Юна презаписва малайската песен Kau Ilhamku заедно с малайзийски и индонезийски изпълнители като Афганя Реза, Назрил Ирхам, Cita Citata, Елизабет Тан, Джаклин Виктор, Джо Флизув, Man Bai и Сити Нурхализа. 
Юна е мюсюлманка. Относно хиджаба си казва следното: „Когато започнах да правя музика, вече бях започнала да нося хиджаб. Хората естествено очакваха да се променя и да захвърля настрани тази част от живота си, за да бъда поп звезда. Но всъщност исках да правя музика, а не да бъда поп звезда. Винаги ще има хора, които няма да се съгласяват с това, което правя сега, но съм щастлива „тук и сега“. Аз съм мюсюлманка и не се опитвам да го скрия. Също така съм момиче, което обича музиката и това също не се опитвам да скрия.“.

## Дискография
Международни студийни албуми
- Yuna (2012)
- Nocturnal (2013)
- Chapters (2016)
- Rouge (2019)

Малайзийски албуми
- Decorate (2010)
- Terukir di Bintang (2012)
- Material (2015)